# Episodi di The Patty Duke Show (terza stagione)
La terza stagione della serie televisiva The Patty Duke Show è andata in onda negli Stati Uniti dal 15 settembre 1965 al 27 aprile 1966 sulla ABC.
| nº | Titolo originale                             | Prima TV USA      |
| -- | -------------------------------------------- | ----------------- |
| 1  | A Foggy Day in Brooklyn Heights              | 15 settembre 1965 |
| 2  | Operation: Tonsils                           | 22 settembre 1965 |
| 3  | Partying is Such Sweet Sorrow                | 29 settembre 1965 |
| 4  | The Guest                                    | 6 ottobre 1965    |
| 5  | Our Daughter, the Artist                     | 13 ottobre 1965   |
| 6  | Patty's Private Pygmalion                    | 20 ottobre 1965   |
| 7  | The Girl from N.E.P.H.E.W.                   | 27 ottobre 1965   |
| 8  | I'll Be Suing You                            | 3 novembre 1965   |
| 9  | Patty and the Eternal Triangle               | 10 novembre 1965  |
| 10 | Sick in Bed                                  | 17 novembre 1965  |
| 11 | Ross, the Peacemaker                         | 24 novembre 1965  |
| 12 | Patty, the Candy Striper                     | 1º dicembre 1965  |
| 13 | Patty Meets the Great Outdoors               | 8 dicembre 1965   |
| 14 | Cathy Leaves Home, But Not Really            | 15 dicembre 1965  |
| 15 | The History Paper Caper                      | 22 dicembre 1965  |
| 16 | A Very Phone-y Situation                     | 29 dicembre 1965  |
| 17 | Ross Runs Away, But Not Far                  | 5 gennaio 1966    |
| 18 | Poppo's Birthday                             | 12 gennaio 1966   |
| 19 | Anywhere I Hang My Horn Is Home              | 19 gennaio 1966   |
| 20 | The Greatest Speaker in the Whole Wide World | 26 gennaio 1966   |
| 21 | Big Sister Is Watching                       | 2 febbraio 1966   |
| 22 | Patty Leads a Dog's Life                     | 9 febbraio 1966   |
| 23 | Too Young and Foolish to Go Steady           | 16 febbraio 1966  |
| 24 | Patty, the Diplomat                          | 23 febbraio 1966  |
| 25 | Do You Trust Your Daughter?                  | 2 marzo 1966      |
| 26 | A Visit from Uncle Jed                       | 9 marzo 1966      |
| 27 | Patty, the Psychic                           | 16 marzo 1966     |
| 28 | Don't Bank On It                             | 23 marzo 1966     |
| 29 | Three Little Kittens                         | 6 aprile 1966     |
| 30 | Fiancee for a Day                            | 13 aprile 1966    |
| 31 | The Invisible Boy                            | 20 aprile 1966    |
| 32 | Do a Brother a Favor                         | 27 aprile 1966    |

## A Foggy Day in Brooklyn Heights
- Prima televisiva: 15 settembre 1965

### Trama
- Guest star: Frankie Avalon (se stesso), Eddie Applegate (Richard Harrison), Natalie Masters (Mrs. Marlow), Robyn Millan (Roz)

## Operation: Tonsils
- Prima televisiva: 22 settembre 1965

### Trama
- Guest star: Natalie Masters (infermiera), Ray Kellogg (Orderly), K. T. Stevens (infermiera Bates), Robyn Millan (Roz), Troy Donahue (dottor Morgan), Laura Barton (Monica), Mary Lansing (infermiera), Eddie Applegate (Richard Harrison)

## Partying is Such Sweet Sorrow
- Prima televisiva: 29 settembre 1965

### Trama
- Guest star: Eddie Applegate (Richard Harrison), The Shindogs (loro stessi), Laura Barton (Monica), Harold Peary (Howard Record), Hank Jones (Norman)

## The Guest
- Prima televisiva: 6 ottobre 1965

### Trama
- Guest star: Eddie Applegate (Richard Harrison), Stuffy Singer (Fred), Ann Alford (Eileen)

## Our Daughter, the Artist
- Prima televisiva: 13 ottobre 1965

### Trama
- Guest star: Jerry Hausner (T.J. Blodgett), Natalie Masters (Mrs. Marlow)

## Patty's Private Pygmalion
- Prima televisiva: 20 ottobre 1965

### Trama
- Guest star: Eddie Applegate (Richard Harrison), Carolyne Barry (Marcia)

## The Girl from N.E.P.H.E.W.
- Prima televisiva: 27 ottobre 1965

### Trama
- Guest star: Murray Rose (David Matson), Eddie Applegate (Richard Harrison), Donald Lawton (Headwaiter), Hannie Landman (Irene), Milton Frome (Movie Manager)

## I'll Be Suing You
- Prima televisiva: 3 novembre 1965

### Trama
- Guest star: Helen Kleeb (madre di Mrs. Tomkins), Byron Foulger (Mr. Tomkins), Eddie Applegate (Richard Harrison)

## Patty and the Eternal Triangle
- Prima televisiva: 10 novembre 1965

### Trama
- Guest star: Eddie Applegate (Richard Harrison), Amzie Strickland (Richard), Hank Jones (Freddy Marshall), Duke Howard (Al)

## Sick in Bed
- Prima televisiva: 17 novembre 1965

### Trama
- Guest star: Hank Jones (Freddy Marshall), Donna Di Martino (Eve), Steve Franken (Bob), Stanley Farrar (dottore), Eddie Applegate (Richard Harrison)

## Ross, the Peacemaker
- Prima televisiva: 24 novembre 1965

### Trama
- Guest star: Flip Mark (Eddie), Eddie Applegate (Richard Harrison)

## Patty, the Candy Striper
- Prima televisiva: 1º dicembre 1965

### Trama
- Guest star: Willis Bouchey (T.J. Blodgett), Milton Parsons (Aaron Peabody), Stanley Farrar (dottor Fenneman), Ronnie Schell (Peter Mason), Mickey Deems (Prof. Schroeder)

## Patty Meets the Great Outdoors
- Prima televisiva: 8 dicembre 1965

### Trama
- Guest star: James Brolin (Hank), Kim Carnes (Joan)

## Cathy Leaves Home, But Not Really
- Prima televisiva: 15 dicembre 1965

### Trama
- Guest star: Stuffy Singer (Doug), Colette Daiute (se stessa (Miss Teenage America), Mickey Deems (dottore), Beverly Washburn (Cynthia), Don Diamond (Latin Man)

## The History Paper Caper
- Prima televisiva: 22 dicembre 1965

### Trama
- Guest star: Frank Killmond (Henry), Robyn Millan (Roz), Eddie Applegate (Richard Harrison)

## A Very Phone-y Situation
- Prima televisiva: 29 dicembre 1965

### Trama
- Guest star: Debi Storm (bambina), Mary Lansing (Mrs. Strick), Jonathan Hole (Jack Ralston), Tommy Farrell (Jim Frazer), Flip Mark (Eddie), Peggy Rea (Harriett Ralston)

## Ross Runs Away, But Not Far
- Prima televisiva: 5 gennaio 1966

### Trama
- Guest star: Scott Lane (Billy)

## Poppo's Birthday
- Prima televisiva: 12 gennaio 1966

### Trama
- Guest star: Tommy Farrell (Jim Frazer), Ken Lynch (Police Sargent)

## Anywhere I Hang My Horn Is Home
- Prima televisiva: 19 gennaio 1966

### Trama
- Guest star: Dick Gautier (Deke Garrison)

## The Greatest Speaker in the Whole Wide World
- Prima televisiva: 26 gennaio 1966

### Trama
- Guest star: Sara Seegar (Mrs. Donovan)

## Big Sister Is Watching
- Prima televisiva: 2 febbraio 1966

### Trama
- Guest star: Les Brown Jr. (Alan Mitchell)

## Patty Leads a Dog's Life
- Prima televisiva: 9 febbraio 1966

### Trama
- Guest star: Reta Shaw (Eloise Sutton), Teddy Quinn (ragazzino), Robert Carson (T.J. Blodgett)

## Too Young and Foolish to Go Steady
- Prima televisiva: 16 febbraio 1966

### Trama
- Guest star: Shannon Gaughan (Cynthia), Ralph Leabow (Cabbie), Ray Kellogg (guardia), Bobby Diamond (Louie)

## Patty, the Diplomat
- Prima televisiva: 23 febbraio 1966

### Trama
- Guest star: Mike Road (Mr. Raney), Kathy Garver (Monica), Natalie Masters (insegnante), Jerry Hausner (postino)

## Do You Trust Your Daughter?
- Prima televisiva: 2 marzo 1966

### Trama
- Guest star: Frank Gerstle (uomo), Steve Franken (Ronald)

## A Visit from Uncle Jed
- Prima televisiva: 9 marzo 1966

### Trama
- Guest star: Kathy Garver (Monica), Robyn Millan (Roz)

## Patty, the Psychic
- Prima televisiva: 16 marzo 1966

### Trama
- Guest star: Elvia Allman (Madame Olga)

## Don't Bank On It
- Prima televisiva: 23 marzo 1966

### Trama
- Guest star: Ann Alford (padre di Babysitter), Brenda Howard (bibliotecario), Hazel Shermet (Mrs. Higglemyer)

## Three Little Kittens
- Prima televisiva: 6 aprile 1966

### Trama
- Guest star: Clint Howard (Ralphie), Herb Ellis (Ralphie), William Christopher (uomo)

## Fiancee for a Day
- Prima televisiva: 13 aprile 1966

### Trama
- Guest star: Judy Carne (Sally), Ronnie Schell (Bob), Eddie Applegate (Richard Harrison)

## The Invisible Boy
- Prima televisiva: 20 aprile 1966

### Trama
- Guest star: Stuffy Singer (Chuck), Diane Mountford (Fowler Girl)

## Do a Brother a Favor
- Prima televisiva: 27 aprile 1966

### Trama
- Guest star: Eddie Applegate (Richard Harrison), Scott Lane (Eddie), Aron Kincaid (Harold Wilson))